# Blitz (beweging)
Blitz is een anti-racistische, anarchistische, communistische en socialistische jeugdgemeenschap in Oslo, Noorwegen, opgericht in 1982. De groep is vaak bekritiseerd voor het gebruik van gewelddadige methoden van politiek protest.

## Het huis

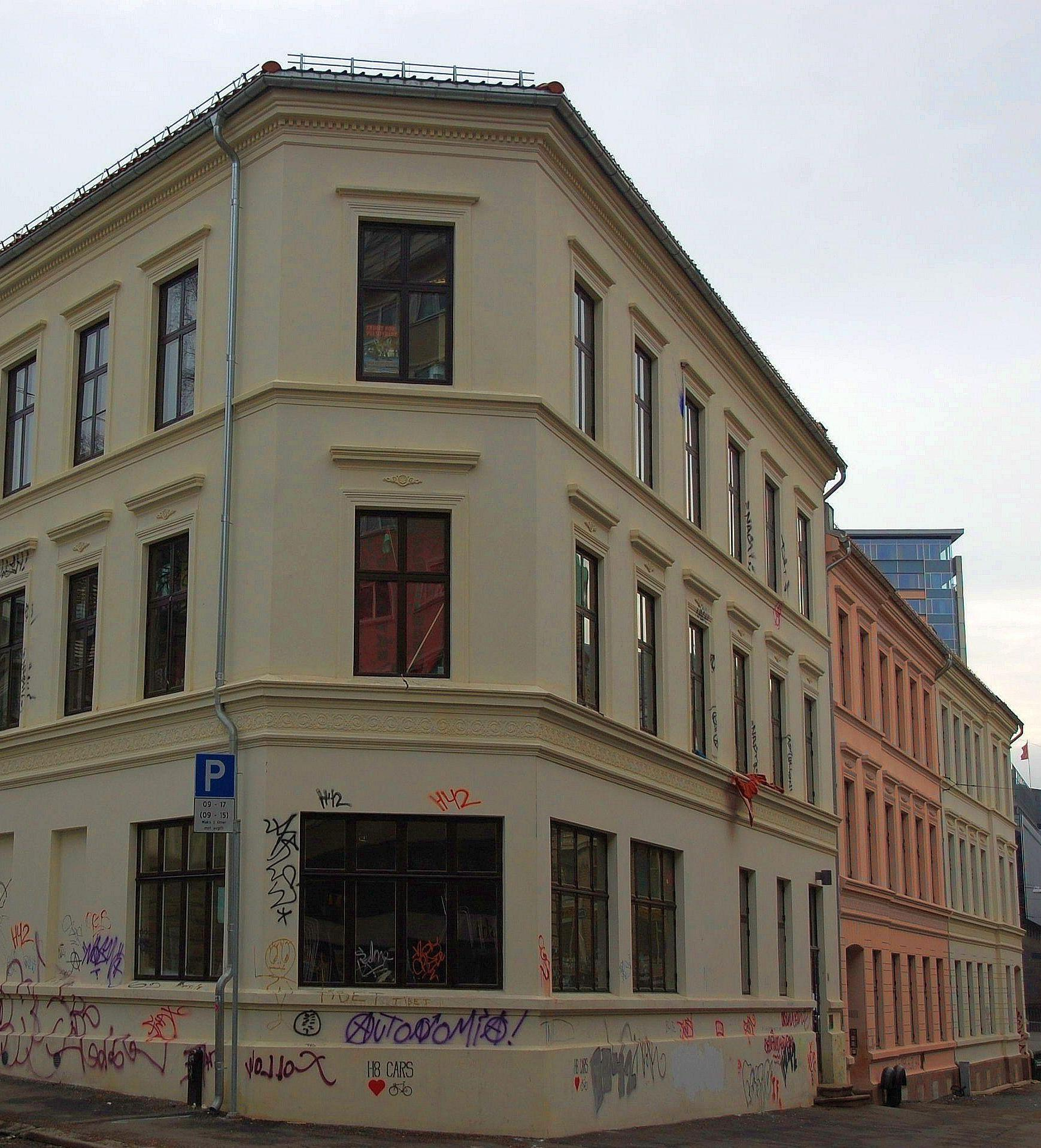
Het Blitzhuis

Het Blitzhuis (Noors: Blitzhuset) is een autonoom huis in het centrum van Oslo, Noorwegen. Het begon in 1981 als een kraakpand in Skippergata 6 in het centrum van Oslo en is sindsdien een centrum van socialistisch, communistisch en anarchistisch activisme. 
In 1982 werd de beweging uit de Skippergata gezet en betrok vervolgens het huis in Pilestredet 30c, waar een akkoord werd gemaakt tussen de gemeente en de krakers. Ze mochten het huis huren tegen een symbolisch bedrag, en in ruil daarvoor zouden ze het gebouw onderhouden. In 2002 heeft de gemeenteraad, toen onder leiding van de Conservatieve Partij, het Blitzhuis te koop gezet. De activisten reageerden met een massale actie en hebben o.a. de ingang van het stadhuis van Oslo gehavend. De verkoop werd stopgezet.
Tijdens de jaren 80 waren mensen uit de Blitz-gemeenschap betrokken bij tal van gewelddadige demonstraties, bijvoorbeeld tijdens de bezoeken van de Britse premier Margaret Thatcher in 1986 en de Amerikaanse minister van Defensie Caspar Weinberger in 1987.